# Rivalité d'amour
Pour plus de détails, voir Fiche technique et Distribution.
Rivalité d'amour est un film muet de Georges Méliès sorti en 1908. Long de 8 minutes 30 secondes environ, il est aujourd'hui considéré comme perdu.

## Synopsis
Une danseuse espagnole, devant une auberge dans les montagnes espagnoles, est courtisée par un contrebandier qui lui demande de l'épouser. Elle accepte. Plus tard, dans la chambre de la danseuse, un autre homme entre et déclare son amour pour elle. Le passeur, entrant inaperçu, entend la déclaration d'amour et une violente dispute éclate entre les deux rivaux pour l'affection de la danseuse. Les prétendants voyagent jusqu'à un endroit éloigné dans les montagnes et se battent jusqu'à la mort. Le contrebandier gagne le combat quand l'autre prétendant tombe sur un précipice. Retournant dans la chambre de la danseuse, le passeur vient à la rencontre de sa bien-aimée, mais elle le refuse quand elle découvre qu'il a tué son rival. Le contrebandier se poignarde de désespoir. La danseuse, courant vers son cadavre, touche ses mains et est repoussée pour les trouver couvertes de sang.

## Sortie
Le film a été créé par la compagnie de Méliès "Star Film" et est numéroté 1191-1198 dans ses catalogues, où il a été annoncé comme une grande scène dramatique catalane. Un synopsis dans The Motion Picture World décrit le film comme "un épisode palpitant dans le style de Carmen de Bizet." 
Le film Rivalité d'amour est actuellement présumé perdu.

## Annexe